# بيتر بودينجتون
بيتر بودينجتون (بالإنجليزية: Peter Boddington)‏ مواليد 1 أكتوبر 1942 في كوفنتري، هو ملاكم محترف بريطاني يصنف ضمن فئة الوزن الثقيل بدأ مسيرته الاحترافية سنة 1967.

## إحصائيات
خاض خلال مسيرته 22 نزالا، فاز في 18 ولم يتعادل في أي نزال وخسر في 4 فقط. وفاز بالضربة القاضية في 15 نزالا.

## روابط خارجية
- بيتر بودينجتون على موقع بوكس ريك (الإنجليزية) (registration required)